# Општина Присакани (Јаши)
Присакани (рум. Prisăcani) општина је у Румунији у округу Јаши.
Oпштина се налази на надморској висини од 35 m.